# Le Porteur de destins

Le Porteur de destin  est un roman de Gilbert Bordes, publié en 1992.

## L'intrigue du roman
Récit d’un jeune homme en Corrèze, Anthonin Chèze, pris dans la tourmente de la 1re guerre mondiale. Il y perd un bras et son destin bascule : son père ne lui confie pas la gestion de la propriété, sa fiancée est mariée à un autre. Il va devenir facteur et apporter les mauvaises nouvelles mais aussi les bonnes et créer des liens avec chaque foyer.

## Adaptation
Adapté en téléfilm en 1999 avec comme réalisateur Denis Malleval et comme acteurs principaux Guillaume Canet et Jérémie Covillault.